# Clifton Collins Jr.
Clifton Craig Collins Jr. (Los Angeles, 1970. június 16. –) amerikai színész.

## Fiatalkora és családja
Los Angelesben született. Pedro Gonzalez Gonzalez színész unokája, az ő bátorítására kezdett ezzel a szakmával foglalkozni. Néhány alkalommal Clifton Gonzalez-Gonzalez néven szerepelt, nagyapja tiszteletére. Collins édesapja német, édesanyja mexikói származású.

## Pályafutása
1990-ben kezdte színész pályafutását, eleinte kisebb filmes és televíziós szerepeket kapott. Az 1990-es évek végén és a 2000-es évek elején feltűnt az 187 (1997) és a Traffic (2000) című bűnügyi filmdrámákban. 2001-ben figyelt fel rá először a kritika a Robert Redford főszereplésével készült Az utolsó erődben. Ezt követően feltűnt a Capote (2005), a Star Trek (2009) és a Tűzgyűrű (2013) című filmekben.
Televíziós munkái közé tartozik a Thief című 2006-os minisorozat, mellyel Primetime Emmy-díjra jelölték. A 2010-es évektől szerepelt Az esemény (2010–2011) és a Westworld (2016–2020) című sorozatokban.
A Grand Theft Auto: San Andreas (2004) videójátékban Cesar Vialpando hangját kölcsönözte.

## Filmográfia

### Film
| Év   | Magyar cím                             | Eredeti cím                             | Szerep                             | Magyar hang            |
| ---- | -------------------------------------- | --------------------------------------- | ---------------------------------- | ---------------------- |
| 1991 | Grand Canyon                           | Grand Canyon                            | Carlos barátja                     |                        |
| 1992 | Fortress – 33 emelet mélyen a pokolban | Fortress                                | Nino Gomez                         | Lippai László          |
| 1993 | Veszélyes elemek                       | Menace II Society                       | Vato                               |                        |
| 1993 | Hazug igazság                          | Poetic Justice                          | postai felügyelő                   |                        |
| 1994 | A nagy buli                            | The Stoned Age                          | Tack                               | Boros Zoltán           |
| 1995 | Halott pénz                            | Dead Presidents                         | Betancourt                         |                        |
| 1995 | A háború csak a kezdet                 | One Tough Bastard                       | bőrnyakú                           |                        |
| 1996 | Bilko főtörzs                          | Sgt. Bilko                              | katona                             |                        |
| 1997 | 187                                    | One Eight Seven                         | Cesar Sanchez                      | Dolmány Attila         |
| 1997 | Zsoldosok Texasban                     | The Bad Pack                            | városlakó                          |                        |
| 1998 | Gyilkosok gyilkosa                     | The Replacement Killers                 | Loco                               | Tzafetás Roland        |
| 1998 | Gyilkosok gyilkosa                     | The Replacement Killers                 | Loco                               | Simonyi Balázs         |
| 1998 |                                        | The Wonderful Ice Cream Suit            | Martinez                           |                        |
| 1999 | Hallasd a hangodat                     | Light It Up                             | Robert "Rivers" Tresmont           |                        |
| 1999 |                                        | My Sweet Killer                         | Horton                             |                        |
| 2000 | Mindhalálig bunyós                     | Price of Glory                          | Jimmy Ortega                       |                        |
| 2000 | Tigrisek földjén                       | Tigerland                               | Miter közlegény                    | Schmied Zoltán         |
| 2000 | Traffic                                | Traffic                                 | Francisco "Frankie Flowers" Flores | Dolmány Attila         |
| 2001 | Az utolsó erőd                         | The Last Castle                         | Ramon Aguilar tizedes              | Csőre Gábor            |
| 2002 |                                        | Road Dogz                               | Raymo Serrano                      |                        |
| 2002 | A vonzás szabályai                     | The Rules of Attraction                 | Rupert                             | Hujber Ferenc          |
| 2002 |                                        | American Girl                           | Buddy                              |                        |
| 2003 | Szemtanú                               | I Witness                               | Claudio Castillo                   | Lippai László          |
| 2004 | Egy gyilkos agya                       | Mindhunters                             | Vince Sherman                      | Karácsonyi Zoltán      |
| 2005 | Capote                                 | Capote                                  | Perry Smith                        | Dolmány Attila         |
| 2005 | Mocsok                                 | Dirty                                   | Armando Sancho rendőrtiszt         | Kossuth Gábor          |
| 2005 |                                        | Life of the Party                       | Kipp                               |                        |
| 2006 |                                        | Rampage: The Hillside Strangler Murders | Kenneth Bianchi                    |                        |
| 2006 | Bábel                                  | Babel                                   | határőr                            | Posta Victor           |
| 2006 |                                        | Little Chenier                          | "T-Boy" Trahan                     |                        |
| 2006 |                                        | National Lampoon's TV: The Movie        | Tijuana rendőr/ Minion / Miranda   |                        |
| 2008 | Tiszta napfény                         | Sunshine Cleaning                       | Winston                            | Láng Balázs            |
| 2008 |                                        | Under Still Waters                      | Jacob                              |                        |
| 2009 | Az apokalipszis lovasai                | Horsemen                                | Stingray                           | Kárpáti Levente        |
| 2009 | A tökéletes csapat                     | The Perfect Game                        | Cesar Faz                          |                        |
| 2009 | Star Trek                              | Star Trek                               | Ayel                               | Maday Gábor            |
| 2009 | Crank 2. – Magasfeszültség             | Crank: High Voltage                     | Jesus "El Huron" Verona            | Epres Attila           |
| 2009 | Kivonat                                | Extract                                 | Step                               | Seder Gábor            |
| 2009 | Testvérbosszú 2. – Mindenszentek       | The Boondock Saints II: All Saints Day  | Romeo                              | Hevér Gábor            |
| 2009 | Testvérek                              | Brothers                                | Cavazos őrnagy                     | Seder Gábor            |
| 2009 |                                        | Tom Cool                                | Tom Picasso                        |                        |
| 2010 | A kísérlet                             | The Experiment                          | Nix                                | Megyeri János          |
| 2010 | Scott Pilgrim a világ ellen            | Scott Pilgrim vs. the World             | vegán rendőr                       |                        |
| 2011 |                                        | The FP                                  | C.C. Jam                           |                        |
| 2012 |                                        | Hellbenders                             | Lawrence                           |                        |
| 2012 | Ingyenélők                             | Freeloaders                             | Vic                                | Horváth-Töreki Gergely |
| 2013 | Parker                                 | Parker                                  | Ross                               | Dolmány Attila         |
| 2013 | Tűzgyűrű                               | Pacific Rim                             | Ops Tendo Choi                     | Karácsonyi Zoltán      |
| 2014 | Transzcendens                          | Transcendence                           | Martin                             | Karácsonyi Zoltán      |
| 2015 | Kupák lovagja                          | Knight of Cups                          | Jordan                             |                        |
| 2015 |                                        | Stung                                   | Sydney                             |                        |
| 2015 | Egy katona élete                       | Man Down                                | Charles                            | Dózsa Zoltán           |
| 2016 | Tripla kilences                        | Triple 9                                | Franco Rodriguez nyomozó           | Nagypál Gábor          |
| 2016 | Túl a határon                          | Transpecos                              | Hobbs                              |                        |
| 2016 | Ki nevet a végén                       | Punching Henry                          | drámai színész                     |                        |
| 2016 |                                        | Hacker                                  | Zed                                |                        |
| 2017 |                                        | Small Town Crime                        | Mood                               |                        |
| 2017 | A bosszú angyala                       | M.F.A.                                  | Kennedy                            |                        |
| 2017 |                                        | A Crooked Somebody                      | Nathan                             |                        |
| 2017 | A széf                                 | The Vault                               | Iger nyomozó                       | Mihályfi Balázs        |
| 2017 |                                        | Cabeza Madre                            | John                               |                        |
| 2018 | Baromi őrjárat 2.                      | Super Troopers 2                        | buszsofőr                          | Dolmány Attila         |
| 2018 | A csempész                             | The Mule                                | Gustavo                            |                        |
| 2019 | Honey Boy                              | Honey Boy                               | Tom                                | Ágoston Péter          |
| 2019 | Volt egyszer egy Hollywood             | Once Upon a Time in Hollywood           | Ernesto "The Mexican" Vaquero      |                        |
| 2019 | Hullámok                               | Waves                                   | Bobby                              | Nem szólal meg         |
| 2019 | Versenyfutás az ördöggel               | Running with the Devil                  | a farmer                           | Seszták Szabolcs       |
| 2019 |                                        | Lucky Day                               | Ernesto Sanchez pártfogó tiszt     |                        |
| 2021 |                                        | Breaking News in Yuba County            | Ray                                |                        |
| 2021 | Zsoké                                  | Jockey                                  | Jackson Silva                      | Mészáros Béla          |
| 2021 | Búcsú Yangtól                          | After Yang                              | George                             | Dolmány Attila         |
| 2021 | Rémálmok sikátora                      | Nightmare Alley                         | Humbug Jack                        | Kaszás Gergő           |
| 2021 |                                        | Painted Beauty                          | Peter                              |                        |
| 2023 | Vörös, fehér és királykék              | Red, White & Royal Blue                 | Oscar Diaz szenátor                | Czvetkó Sándor         |
| 2024 | A kőműves                              | The Bricklayer                          | Victor Radek                       | Dolmány Attila         |

Rövidfilmek
- 1995: Milestone – Clif
- 1999: Mi Abuela – ismeretlen szerep
- 2010: Tell-Tale – nyomozó
- 2011: Machine Gun Justice –	Jack Grizzly
- 2012: Potus – strici
- 2012: Gotten – fegyverkereskedő
- 2012: Abraham Lincoln Vampire Hunter: The Great Calamity – Edgar Allan Poe (hangja)

### Televízió
| Év        | Magyar cím                                       | Eredeti cím                     | Szerep                        | Megjegyzések                                                    |
| --------- | ------------------------------------------------ | ------------------------------- | ----------------------------- | --------------------------------------------------------------- |
| 1990      |                                                  | Freddy's Nightmares             | Mickey                        | 1 epizód                                                        |
| 1990      | A villám                                         | The Flash                       | Javier O'Hara                 | 1 epizód                                                        |
| 1991      |                                                  | Adam-12                         | srác az osztályban            | 1 epizód                                                        |
| 1991      |                                                  | Veronica Clare                  | latinó menedzser              | 1 epizód                                                        |
| 1991      | Jake meg a dagi                                  | Jake and the Fatman             | Roberto                       | 1 epizód                                                        |
| 1992      | Az apa, a fiú és a szerető                       | For Richer, for Poorer          | munkatárs                     | tévéfilm                                                        |
| 1993      | Acapulco akciócsoport                            | Acapulco H.E.A.T.               | David Kern                    | - 1 epizód (Sivatagi sárkány) - magyar hangja: - Horváth Zoltán |
| 1993      | Bosszúra esküdve                                 | Sworn to Vengeance              | ismeretlen szerep             | tévéfilm                                                        |
| 1994      | Boszorkányüldözés                                | Witch Hunt                      | Tyrone                        | - tévéfilm - magyar hangja: - Janovics Sándor                   |
| 1995      |                                                  | Madman of the People            | Jorge                         | 1 epizód                                                        |
| 1995      |                                                  | Live Shot                       | Carlos Sandoval               | 1 epizód                                                        |
| 1996      | Walker, a texasi kopó                            | Walker, Texas Ranger            | Fito                          | 1 epizód                                                        |
| 1997      |                                                  | Crisis Center                   | Nando Taylor                  | főszereplő (6 epizód)                                           |
| 1997      | Vészhelyzet                                      | ER                              | Mr. Brown                     | 1 epizód                                                        |
| 1997      | New York rendőrei                                | NYPD Blue                       | Jimmy Cortez                  | 1 epizód                                                        |
| 1998      | Halálbiztos diagnózis                            | Diagnosis Murder                | Boyd Harcourt                 | 1 epizód                                                        |
| 1998      |                                                  | The Defenders: Taking the First | Nelson Rodriguez              | tévéfilm                                                        |
| 1999      | A harc törvénye                                  | Martial Law                     | ismeretlen szerep             | 1 epizód                                                        |
| 2000–2001 | Latin pofonok                                    | Resurrection Blvd.              | James Garcia                  | visszatérő szereplő (1. évad)                                   |
| 2002      |                                                  | The Twilight Zone               | Andy Perez                    | 1 epizód                                                        |
| 2003      | Alias                                            | Alias                           | Javiar Parez                  | visszatérő szereplő (3. évad)                                   |
| 2003      | A verhetetlen                                    | Undefeated                      | Loco                          | tévéfilm                                                        |
| 2005      |                                                  | Bounty Hunters                  | Mouse                         | tévéfilm                                                        |
| 2006      |                                                  | Thief                           | Jack "Bump" Hill              | minisorozat főszereplője 6 epizód                               |
| 2007      | The Shield – Kemény zsaruk                       | The Shield                      | Hernan                        | 1 epizód                                                        |
| 2007      | A sci-fi mesterei                                | Masters of Science Fiction      | Frendon Blythe                | - 1 epizód - magyar hangja: - Kárpáti Levente                   |
| 2008      | A félelem maga                                   | Fear Itself                     | Richard "Családapa" Brautigan | - 1 epizód - magyar hangja: - Betz István                       |
| 2010      | Terepen                                          | Southland                       | Ray Suarez nyomozó            | 1 epizód                                                        |
| 2010–2011 | Az esemény                                       | The Event                       | Thomas                        | főszereplő (13 epizód)                                          |
| 2011      | CSI: New York-i helyszínelők                     | CSI: NY                         | Raymond Harris                | 1 epizód                                                        |
| 2011      | Pound Puppies: Kutyakölyköt minden kiskölyöknek! | Pound Puppies                   | Scar / Weasel (hangja)        | 1 epizód                                                        |
| 2013      | Vörös özvegy                                     | Red Widow                       | James Ramos                   | főszereplő (8 epizód)                                           |
| 2013      |                                                  | Cleaners                        | Julian                        | főszereplő (1. évad)                                            |
| 2013      | Feketelista                                      | The Blacklist                   | Hector Lorca                  | 1 epizód                                                        |
| 2015–2017 | Nagypályások                                     | Ballers                         | Maximo Gomez                  | visszatérő szereplő 1-3. évad (7 epizód)                        |
| 2016–2020 | Westworld                                        | Westworld                       | Lawrence / "El Lazo"          | főszereplő (1-2. évad) vendégszereplő (3. évad)                 |
| 2019      | Veronica Mars                                    | Veronica Mars                   | Alonzo Lozano                 | főszereplő (4. évad)                                            |
| 2021      |                                                  | The Stand                       | Bobby Terry                   | minisorozat (1 epizód)                                          |

### Videójátékok
| Év   | Cím                                                    | Szinkronszerep  |
| ---- | ------------------------------------------------------ | --------------- |
| 2004 | Grand Theft Auto: San Andreas                          | Cesar Vialpando |
| 2021 | Grand Theft Auto: The Trilogy – The Definitive Edition | Cesar Vialpando |

## Fordítás
- Ez a szócikk részben vagy egészben  a   Clifton Collins Jr. című angol Wikipédia-szócikk ezen változatának fordításán alapul.  Az eredeti cikk szerkesztőit annak laptörténete sorolja fel. Ez a jelzés csupán a megfogalmazás eredetét és a szerzői jogokat jelzi, nem szolgál a cikkben szereplő információk forrásmegjelöléseként.